# 古橋廣之進記念浜松市総合水泳場
古橋廣之進記念浜松市総合水泳場（ふるはしひろのしんきねんはままつしそうごうすいえいじょう）は、静岡県浜松市中央区篠原町に2009年（平成21年）2月にオープンした総合水泳場。愛称はToBiO。指定管理者は浜松ブルーウェーブ（代表企業：セントラルスポーツ）である。

## 概要
当水泳場は西部清掃工場とともに、浜松市としては初となるPFI事業として建設された。老朽化した江之島水泳場隣接の市営屋内プールの後継施設でもある。
一般から愛称の公募が行われ、同市出身の古橋廣之進を記念して命名された。古橋の活躍に関連した展示コーナーも設けられた。
同プールの周辺地は、静岡県と浜松市が整備を進めている遠州灘海浜公園の拡張エリア「篠原地区」の一角で2016年（平成28年）5月に県が策定した遠州灘海浜公園基本構想で「防災・スポーツエリア」と位置づけられ、将来的には日本プロ野球の公式戦にも対応した浜松球場の代替予定地とされる硬式野球場や、防災施設を整備する計画が予定されている。

## 施設
| 延床面積 | 17,752m2                                  |
| 建築面積 | 12,385m2                                  |
| 構造     | 鉄筋コンクリート＋鉄骨造、 地上2階地下1階 |
| 敷地面積 | 35,184m2                                  |

プール
| プール名       | 寸法・種類                                                                         | 公認                | 備考                                                                  |
| -------------- | ---------------------------------------------------------------------------------- | ------------------- | --------------------------------------------------------------------- |
| メインプール   | 50m×10コース・水深0m～3m                                                           | 国際公認（8コース） | 可動床を採用。短水路2面としても使用可能。                             |
| 飛込みプール   | 25m×25m・水深0m～5m                                                                | 国際公認            | 可動床を採用。観覧席はメインプールと共通。                            |
| サブプール     | 25m×8コース                                                                        | 国内公認            | メインプールとは別にサブプール観覧席がある。                          |
| レジャープール | - 屋内レジャープール - 子供プール/幼児プール - 屋外レジャープール - 屋外児童プール |                     | 屋外レジャープールと屋外児童プールは夏期のみ、 屋外児童プールは無料。 |

その他施設
プールの他にも、以下のような施設がある。
- ジム・スタジオ（中学生以下利用不可）
- 風呂・サウナ
- レストラン
- 日本水泳の歴史資料室
- ショップ
- スイムミル（垂直循環型回流水槽・専用利用のみ）

## 歴史
オープンした2009年（平成21年）には第85回日本選手権大会、第54回日本泳法大会、第26回日本身体障害者水泳選手権大会が行われ、2010年には第1回全日本学生ライフセービングプール競技選手権大会が行われた。
また2011年（平成23年）には、東北地方太平洋沖地震により東京辰巳国際水泳場が施設破損の被害を蒙った為に日本選手権が中止され、その代替となる国際大会派遣選手選考会が開催された。
2013年（平成25年）には、第89回日本選手権水泳競技大会アーティスティックスイミング競技の会場となった。2015年には天皇杯日本学生選手権水泳競技大会が開催された。
また、当施設開館まで浜松市江之島水泳場の屋外50mプールで行われていたとびうお杯全国少年少女水泳競技大会が、2009年の24回大会以降、当施設で開催されるようになった。また、30分間回泳も2009年から当施設で行われている。
2011年（平成23年）9月の台風15号被害により屋根の約3分の1が吹き飛ばされた。メインプール、サブプール、ジムなどは比較的早くに営業を再開し、飛込プールはしばらく営業を中止したものの再開している。

### 主な大会実績
- 2009年 - 日本選手権水泳競技大会
- 2011年 - 競泳国際大会代表選手選考会
- 2013年 - シンクロナイズドスイミング ジャパンオープン
- 2015年 - 日本学生選手権
- 2022年 - 翼ジャパンダイビングカップ兼国際大会派遣選手選考会[13]

## 交通
公共交通機関
JR 東海道新幹線・東海道本線浜松駅より遠鉄バス（浜松駅バスターミナル4番のりばから16-4 春日町・法枝・浜松市総合水泳場行きに乗車。所要時間約30分）
車
静岡方面から
東名高速道路浜松ICから国道1号を豊橋方面へ向かった後、国道1号「篠原東」交差点を左折し、約500m直進する。
名古屋方面から
東名高速道路浜松西ICを右折、県道65号を南へ向かった後、国道1号「坪井町」交差点を直進し、約300m先で左折し、約1.5km直進する。